# Läppmossa
Läppmossa (Cryptocolea imbricata) är en bladmossart som beskrevs av Rudolf Mathias Schuster. Enligt Catalogue of Life ingår Läppmossa i släktet Cryptocolea och familjen Solenostomataceae, men enligt Dyntaxa är tillhörigheten istället släktet Cryptocolea och familjen Jungermanniaceae. Enligt den svenska rödlistan är arten otillräckligt studerad i Sverige. Arten förekommer i Övre Norrland. Artens livsmiljö är fjäll. Inga underarter finns listade i Catalogue of Life.